# Vladimir Bakarić
Vladimir Bakarić známý pod přezdívkou Kuperštajn (8. března 1912, Velika Gorica – 16. ledna 1983), byl komunistický politik v Chorvatsku a Jugoslávii. Získal ocenění Národní hrdina Jugoslávie (Narodni heroj Jugoslavije).

## Biografie
Bakarić se narodil 8. března roku 1912 ve Veliké Gorici. Základní školu dokončil v Gospići, poté studoval na gymnáziu v Ogulinu a Záhřebu. Vystudoval právnickou fakultu v Záhřebu, roku 1937 završil doktorské studium.
Členem KSJ se stal roku 1933. Účastnil se mnohých dělnických a studentských demonstrací a stávek, které byly v Jugoslávii 30. let na denním pořádku. Stejně jako jiní komunisté a jejich sympatizanti i Bakarić byl často stíhán a zatýkán policií. Roku 1937 se stal členem pokrajinského výboru Svazu komunistické omladiny Jugoslávie (SKOJ) za Chorvatsko, o tři roky později se stal členem Ústředního výboru KS Chorvatska.
Okupace státu a vytvoření Nezávislého státu Chorvatsko (NDH) přivedly Bakariće do Záhřebu a ilegálního působení. Tehdy pracoval jako hlavní pracovník nezákonného listu "Vjesnik". Kromě toho se stal Bakarić také jedním z hlavních organizátorů národněosvobozeneckého hnutí a vzpoury proti fašistům v Záhřebu, i celém Pavelićově Chorvatsku.

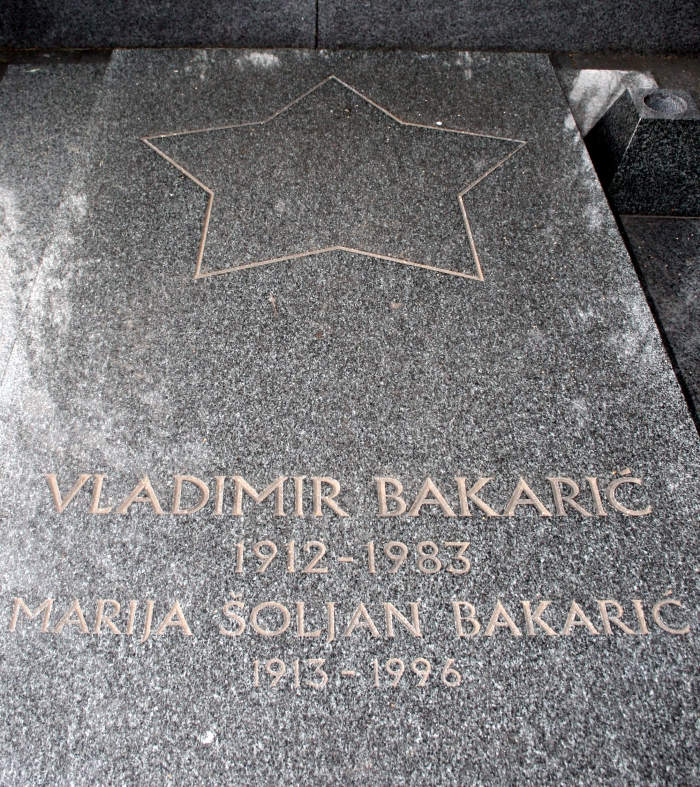
Bakarićův hrob na záhřebském hřbitově Mirogoj

V Záhřebu zůstal Bakarić jako člen válečného výboru do listopadu 1941, poté odešel na partyzány dobytá území jako politický komisař hlavního štábu partyzánských vojsk. V této funkci zůstává dva roky.
V dobách druhé světové války byl Bakarić členem předsednictva AVNOJe, člen národního výboru osvobození Jugoslávie (NKOJ) a náměstek pověřence pro mezinárodní záležitosti. Byl také jedním ze zakladatelů ZAVNOHu. V říjnu 1944 nahradil Andriju Hebranga ve funkci sekretáře Ústředního výboru KS Chorvatska, v této funkci zůstal až do roku 1969.
V dubnu 1945 byl vybrán za prvního předsedu chorvatské vlády a v této funkci vydržel až do prosince roku 1953. Poté byl vybrán za předsedu Saboru Chorvatské lidové republiky, kde setrval až do roku 1963. V oněch letech rovněž pracoval i jako poslanec, a to jak v Saboru, tak i ve svazové Skupštině v Bělehradu.
Roku 1946 byl členem delegace Federativní lidové republiky Jugoslávie na mírové konferenci v Paříži. Byl také členem Rady federace, Předsednictva ÚV SKJ i předsednictva SFRJ. 23. července roku 1952 získal ocenění Národního hrdiny Jugoslávie. Bakarić se věnoval hospodářské reformě Jugoslávie po třetí pětiletce, která skončila neúspěšně.
Zemřel 16. ledna 1983 v Záhřebu, tři roky po smrti Josipa Tita. Vzhledem k tomu, že se jednalo o jednoho z posledních lidí z okruhu právě nejvýznamnějšího jugoslávského politika, významnou politickou osobnost a důležitou tvář tehdejšího režimu, vyhlásila chorvatská vláda třídenní smutek.

## Vyznamenání
- velká čestná dekorace ve zlatě na stuze Čestného odznaku Za zásluhy o Rakouskou republiku – Rakousko, 1967[3]
- velkokříž Řádu prince Jindřicha – Portugalsko, 28. července 1976[4]